# Chiguayante
Chiguayante (pronuncia-se /tʃi.ɣwa.'jan.te/ em espanhol) é uma comuna e cidade da província de Concepción, localizada na Região de Biobío, Chile. Possui uma área de 72 km² e uma população de 85.689 habitantes (2012).
A comuna limita-se: a sudoeste com San Pedro de la Paz; a sudeste com Hualqui; a norte com Concepción
Chiguayante faz parte da Grande Concepción, a região metropolitana da Concepción província.

## Etimologia
Chiguayante (ou 'Tchiguaiante', 'Chiguaiante' na ortografia portuguesa) é uma voz em mapudungun (chiway antü), que significa: sol entre névoa.

## Transporte ferroviário

Logotipo do Biotrén.

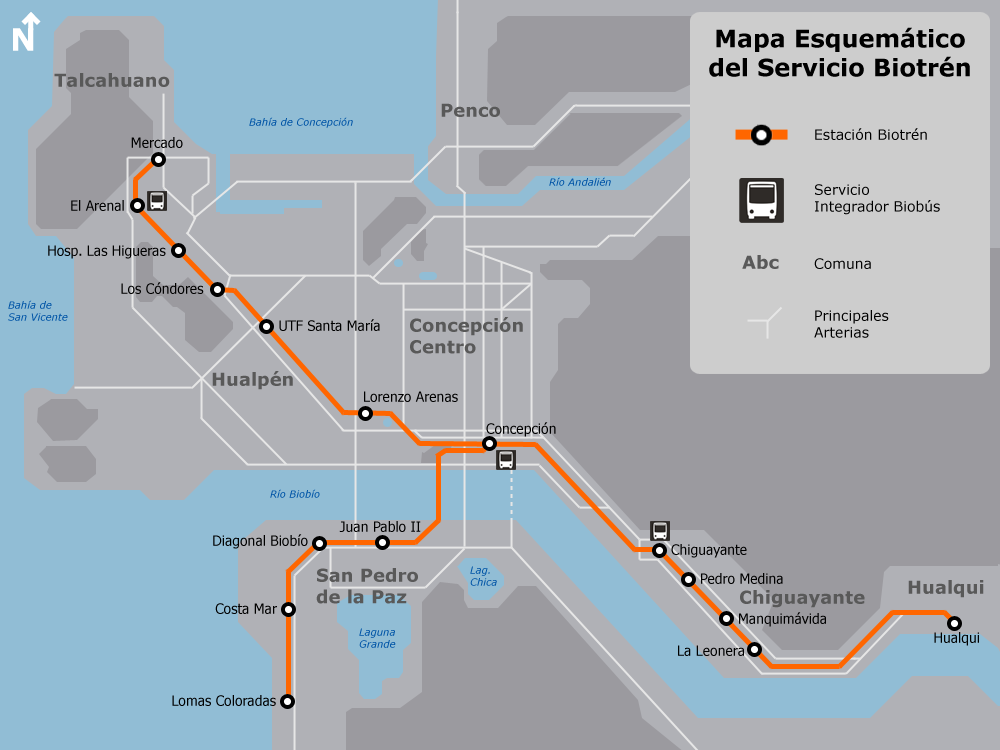
Mapa do Biotrém

- Biotrem